# Куп Републике Српске у фудбалу 2000/01.
Куп Републике Српске у фудбалу 2000/01. је осма сезона овог такмичења које се одржава на територији Републике Српске у организацији Фудбалског савеза Републике Српске. Прво такмичење је одржано у сезони 1993/94.
У Купу Републике Српске учествују фудбалски клубови са подручја Републике Српске. Клубови нижег нивоа такмичења морају у оквиру подручних савеза изборити учешће у Купу.
Парови се извлаче жребом. До полуфинала се игра по једна утакмица, у полуфуналу две а финална утакмица се игра на стадиону одређеном накнадно или се играју две утакмице.
У овој сезони клубови из Републике Српске и Федерације БиХ су први пут играли заједно у Купу Босне и Херцеговине, и то је први пут да су ентитетски клубови играли заједно. На тај начин се неколико клубова из Републике Српске прикључило том такмичењу у току сезоне, тачније четири из Републике Српске и осам из Федерације. Доташња два куп такмичења која су се играла на територији Федерације, Куп БиХ и Куп Херцег-Босне, престали су да се одржавају, али је Република Српска задржала куп такмичење на својој територији.
Финале Купа Републике Српске у овој сезони је одиграно 9. јуна 2001. године. Трофеј је освојила Козара из Градишке, која је убедљиво савладала са 3:0 екипу Боксит из Милића.

## Парови и резултати

### Осмина финала
| Бр. ут. | Домаћин             | Резултат                  | Гост              |
| ------- | ------------------- | ------------------------- | ----------------- |
| 1       | Рудар Угљевик       | 0:1; 0:2 укупно 0:3       | Борац Бања Лука   |
| 2       | Радник Бијељина     | 4:1; 1:1 укупно 5:2       | Слога Добој       |
| 3       | Младост Гацко       | 0:0; 3:4 укупно 3:4       | Љубић Прњавор     |
| 4       | Борац Машићи        | 2:2; 1:2 укупно 3:4       | Козара Градишка   |
| 5       | Јединство Брчко     | 4:2; 1:3 укупно 4:4 (пгг) | Леотар Требиње    |
| 6       | Боксит Милићи       | 3:1; 3:1 укупно 6:2       | Дрина Зворник     |
| 7       | Омладинац Бања Лука | 3:0; 0:1 укупно 3:1       | Слобода Нови Град |
| 8       | Младост Котор Варош | 1:3                       | БСК Бања Лука     |

### Четвртфинале
Дана 31. јануара 2001. објављено је да ће се четири клуба из Републике Српске придружити клубовима из Федерације БИХ (осам клубова) — који су играли за обједињени Куп Босне и Херцеговине.
| Бр. ут. | Домаћин             | Резултат | Гост            |
| ------- | ------------------- | -------- | --------------- |
| 1       | Омладинац Бања Лука | —        | Борац Бања Лука |
| 2       | Леотар Требиње      | —        | Козара Градишка |
| 3       | Радник Бијељина     | —        | БСК Бања Лука   |
| 4       | Боксит Милићи       | —        | Љубић Прњавор   |

## Финале
9. јун 2001.
| Клуб, Место      | Резултат | Клуб, Место    |
| ---------------- | -------- | -------------- |
| Козара, Градишка | 3:0      | Боксит, Милићи |

| Победник Купа Републике Српске у фудбалу 2000/01. |
| ------------------------------------------------- |
| Козара Градишка 3. титула                         |